# Egbert Hanning

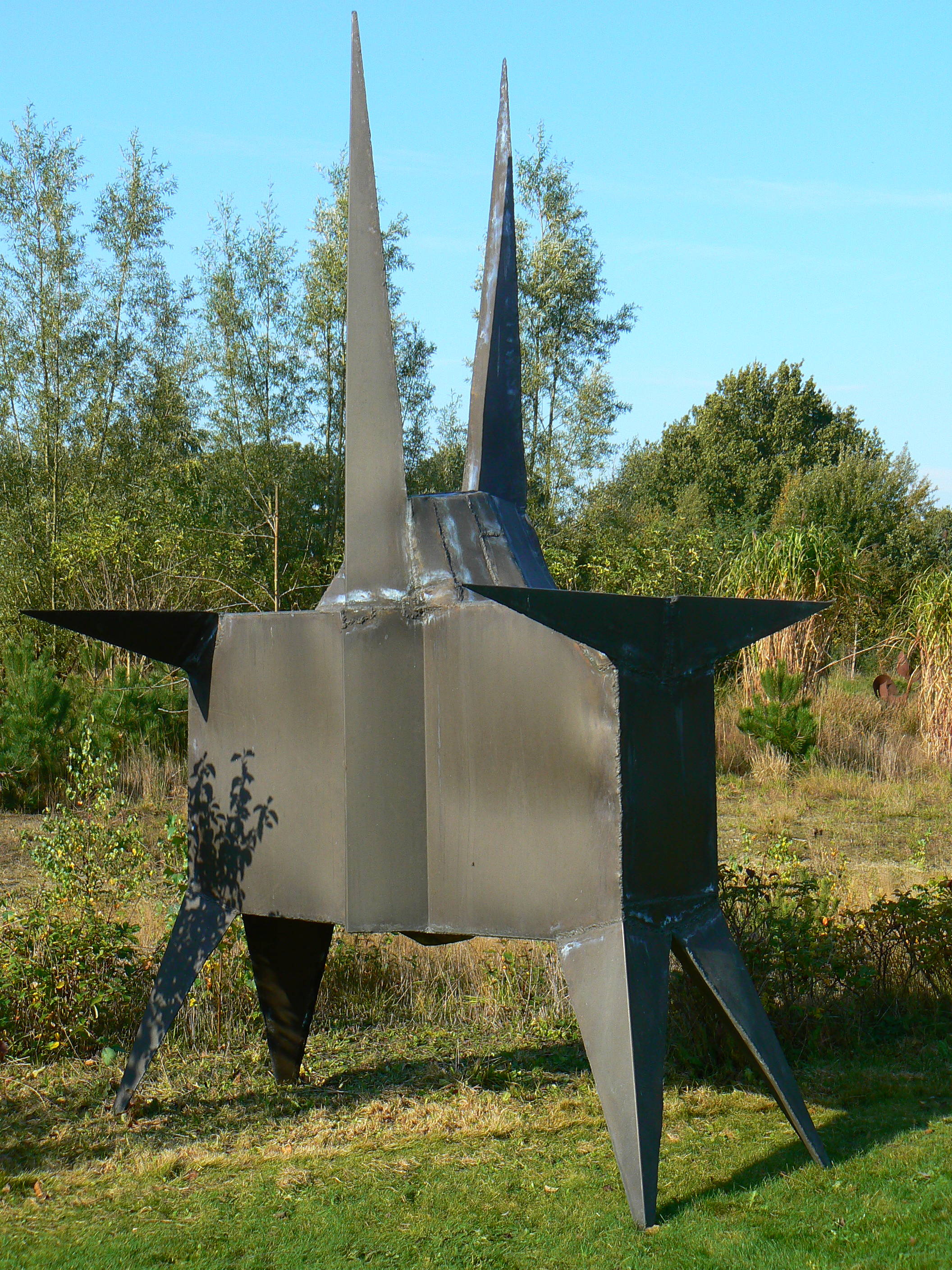
Untitled (1995/6) in part. coll.

Egbert Hanning (Groningen, 17 mei 1952) is een beeldhouwer en schilder.

## Levensloop
Hanning volgde een architectuur- en beeldhouwopleiding aan Academie Minerva in Groningen van 1976 tot 1980. Al voor zijn studietijd trok het kunstenaarschap hem aan. Zijn belangstelling ging uit naar beeldhouwen, schilderen en poëzie. In 1969 bezocht hij het Kröller-Müller Museum en was zeer onder de indruk van de werken van de neoplastici Piet Mondriaan en Theo van Doesburg. Hij had zijn eerste tentoonstelling van werken op papier in 1970 in het gemeentehuis van Groningen. Zijn eerste beelden goot hij aanvankelijk in brons. Ook werkte hij met staal. Grote voorbeelden waren beeldhouwers als David Smith en Julio González. Hij heeft stage gelopen bij de beeldhouwer Hugo Hol en zich de vaardigheid van het autogeen lassen eigen gemaakt. Hanning werkt sindsdien met messing (een legering van koper en zink), koper en brons en last de in vorm geknipte onderdelen tot een beeld; de naden worden met de hand geboetseerd, waaraan het handschrift van de kunstenaar te herkennen is. Sinds 2010 werkt hij weer met rvs, vaak in combinatie met messing.

## Werk
Hannings werk laat zich niet bij een kunststroming indelen en zijn stijl is zeer herkenbaar. Hij werkt in een grote werkplaats in het Groningse Middelstum, maar ook in zijn schilderatelier aan huis (in het dorp Lauwerzijl). Hij werkt nog steeds samen met Hugo Hol, met wie hij sinds lang bevriend is. Zijn werk is te vinden in de openbare ruimte, onder andere in Hoogezand-Sappemeer, Grijpskerk, Emmen, Haren (Glimmen), Slochteren en Bellingwolde en bij particulieren in binnen- en buitenland.

## Fotogalerij

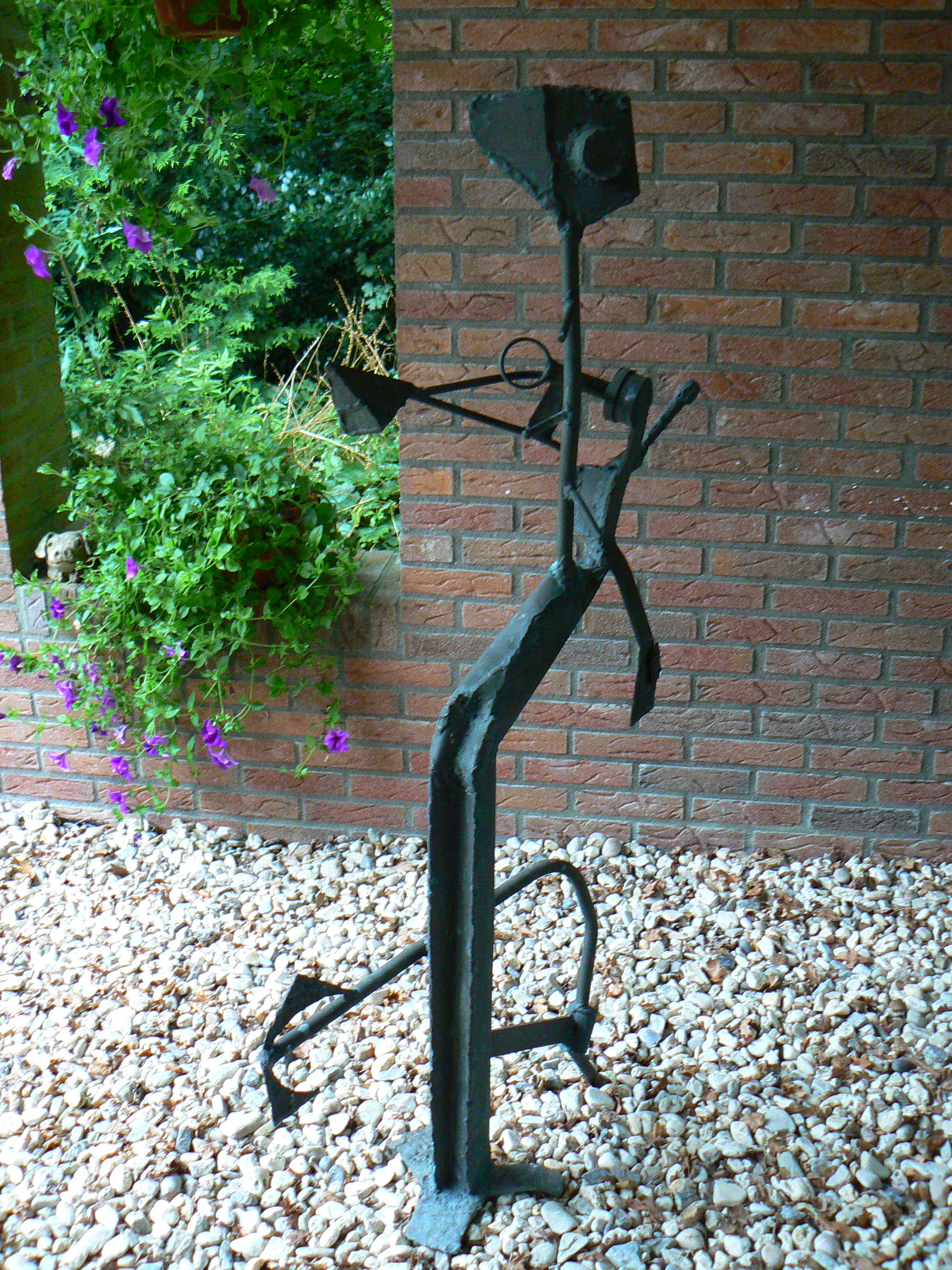
Hommage à Julio González (1985), part. coll.
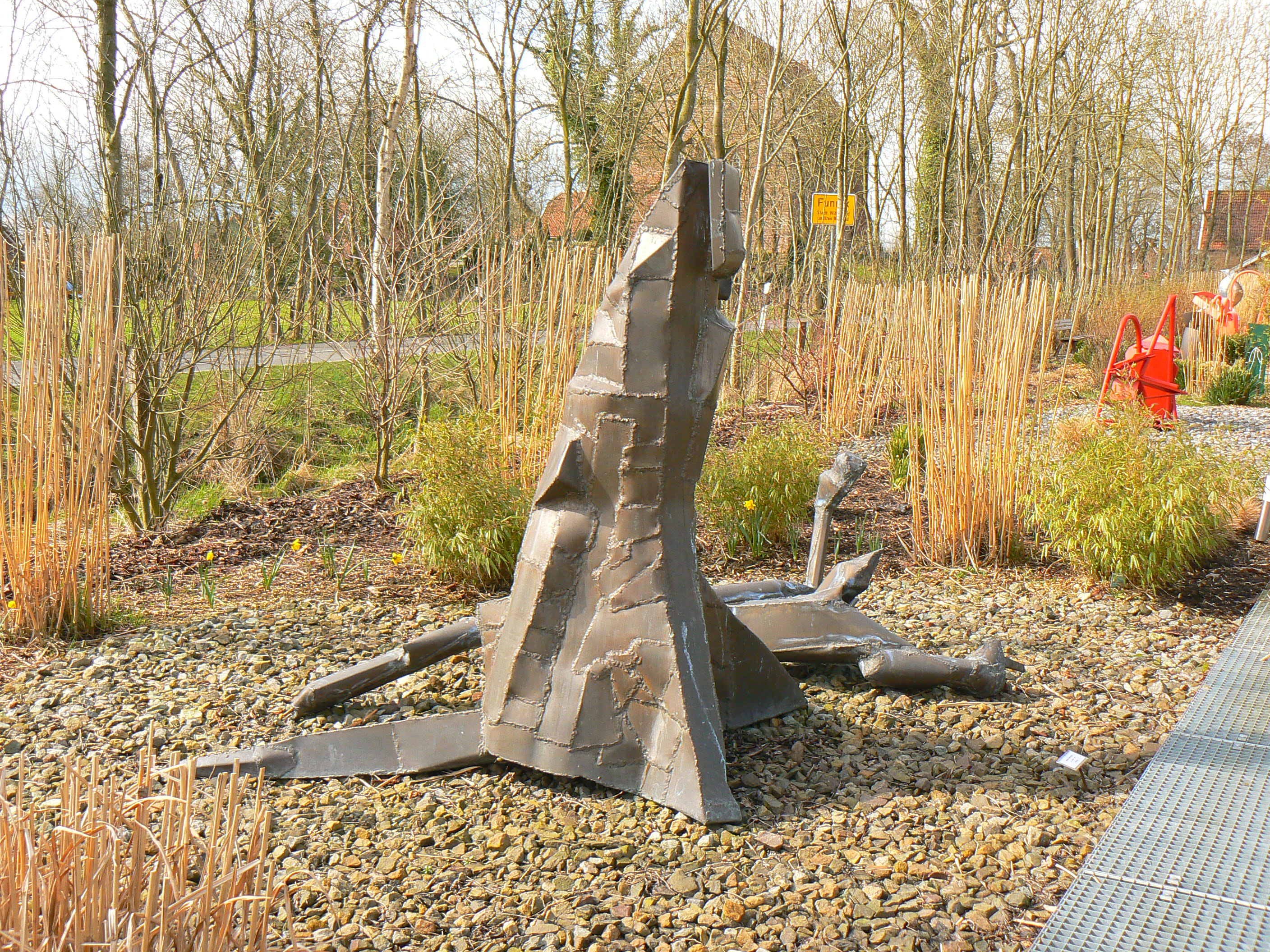
Zonder titel in Skulpturengarten Funnix (Sammlung Wübbena)
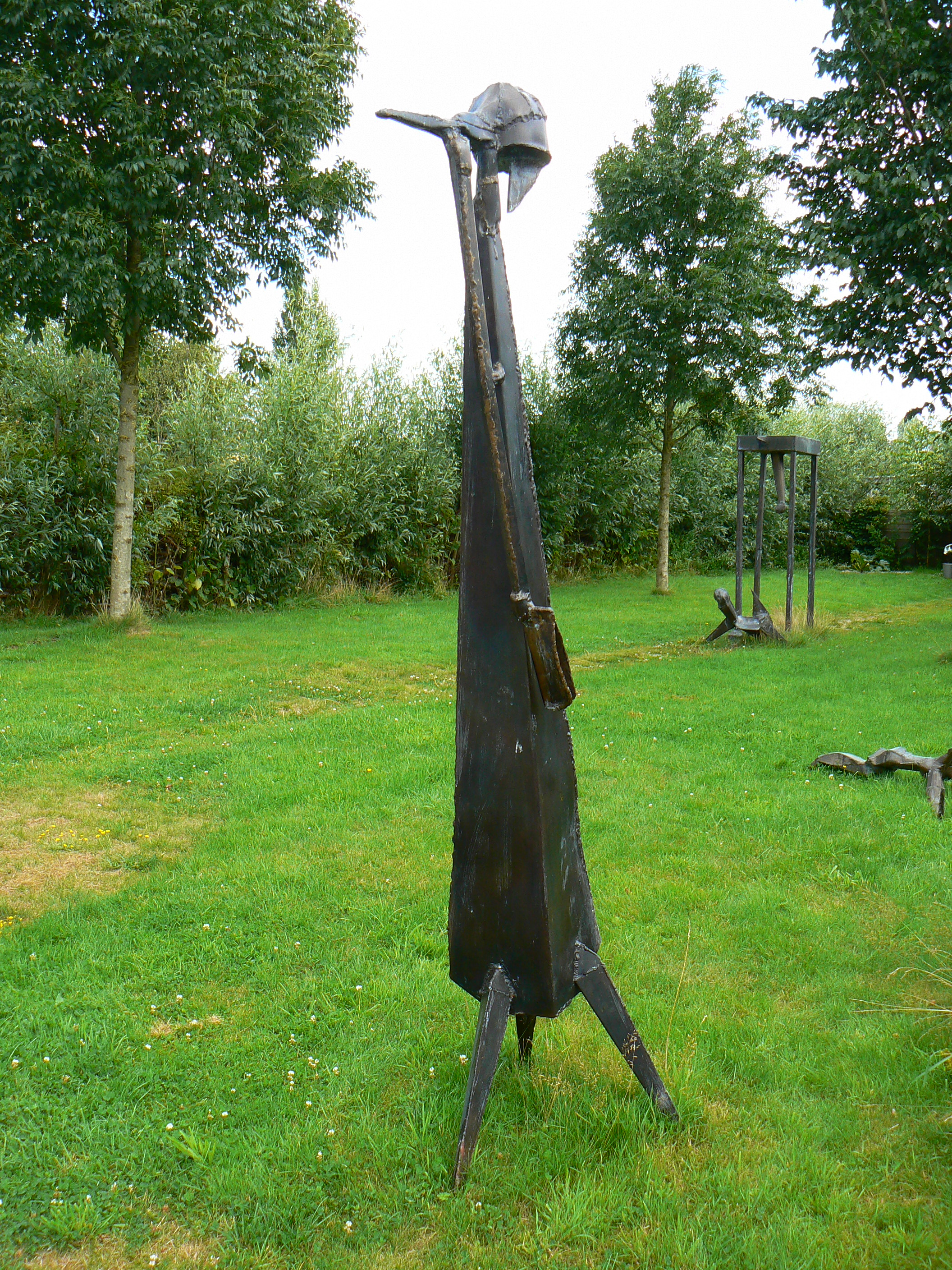
Zonder titel in beeldentuin Lauwerzijl
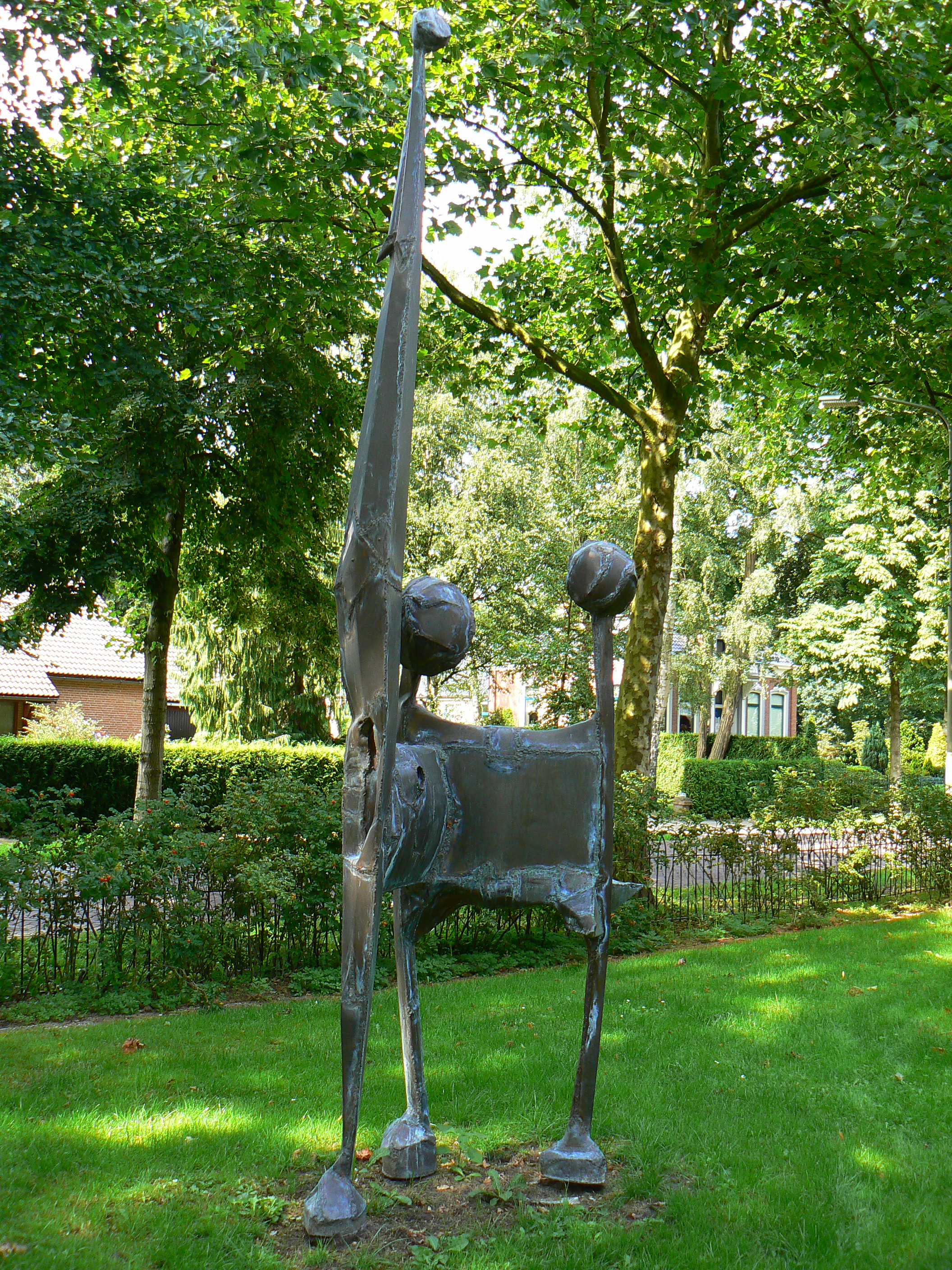
Zonder titel in Bellingwolde
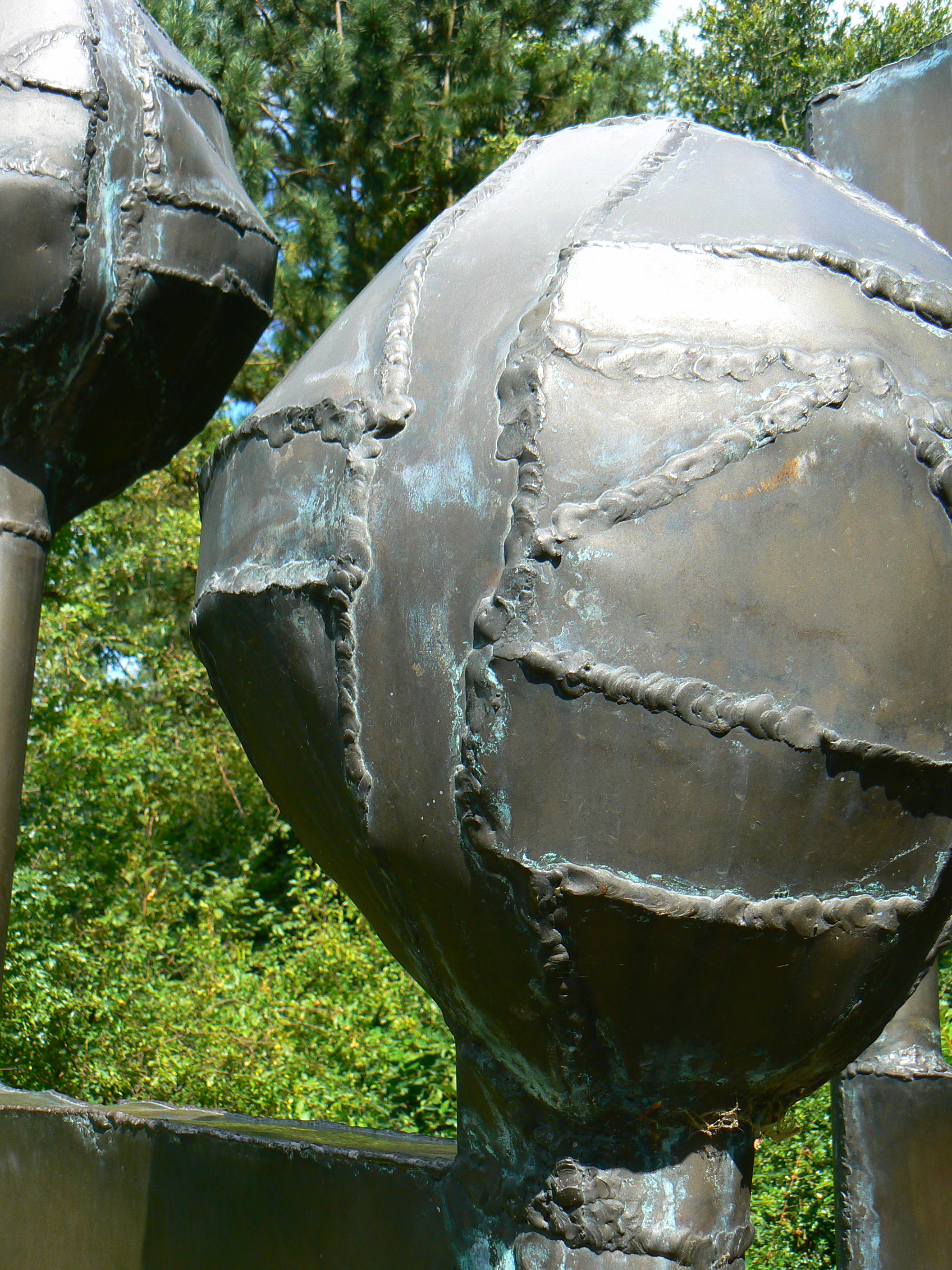
Detail van sculptuur Untitled (1985/6) in Glimmen, gemeente Haren